# Contea di Luotian
La contea di Luotian (罗田县S, Luótián XiànP) è una contea della Cina, situata nella provincia di Hubei e amministrata dalla prefettura di Huanggang.